# Луїзе Натгорст
Луїзе Натгорст (швед. Louise Nathhorst, 26 березня 1955) — шведська вершниця.
Бронзова призерка Олімпійських Ігор 1984 року в командній виїздці, учасниця 1988, 1996, 2004 років.
Бронзова призерка Чемпіонату Європи з виїздки 1997 (командна виїздка), 2005 (командна виїздка), 2007 (командна виїздка) років.
Переможниця Кубка світу з виїздки 1998 року в індивідуальній виїздці.
Бронзова призерка Всесвітніх ігор з кінного спорту 1998 року.